# Larb
Larb (także: laab, larp, lap; laot. ລາບ; taj. ลบ) – pikantna sałatka charakterystyczna dla kuchni laotańskiej, łącząca w sobie pikantne, kwaśne, słodkie, gorzkie i słone smaki. 

## Charakterystyka
Larb składa się z mielonego mięsa, najczęściej kurcząt lub wieprzowiny, rzadziej przyrządzana jest z podrobami, kaczką, rybą lub owocami morza. Mięso może być surowe, półsurowe lub obrobione termicznie (ta ostatnia wersja jest zalecana turystom z przyczyn zdrowotnych). Nadmiar cieczy z mięsa skleja dodany do potrawy zmielony ryż. Do całości dodaje się przyprawy: świeże zioła (np. mięta, bazylia), chili, szalotkę, sok z limonki i sos rybny albo sojowy. Sałatka serwowana jest z kleistym ryżem, który przełamuje pikantność potrawy. 
Larb pochodzi z Laosu, gdzie uważany jest za danie narodowe i był spożywany od dawna. Jest też bardzo popularny w regionie Isan, w północnej Tajlandii.

## Nazwa
Nazwa potrawy pochodzi być może od laotańskiego i tajskiego słowa oznaczającego „szczęście” lub „fortunę”, jednak słowa te mają różne korzenie etymologiczne, co nie uprawdopodabnia tej teorii. Laab może w rzeczywistości pochodzić od innego, starszego słowa, oznaczającego „drobno posiekać”.

## Galeria

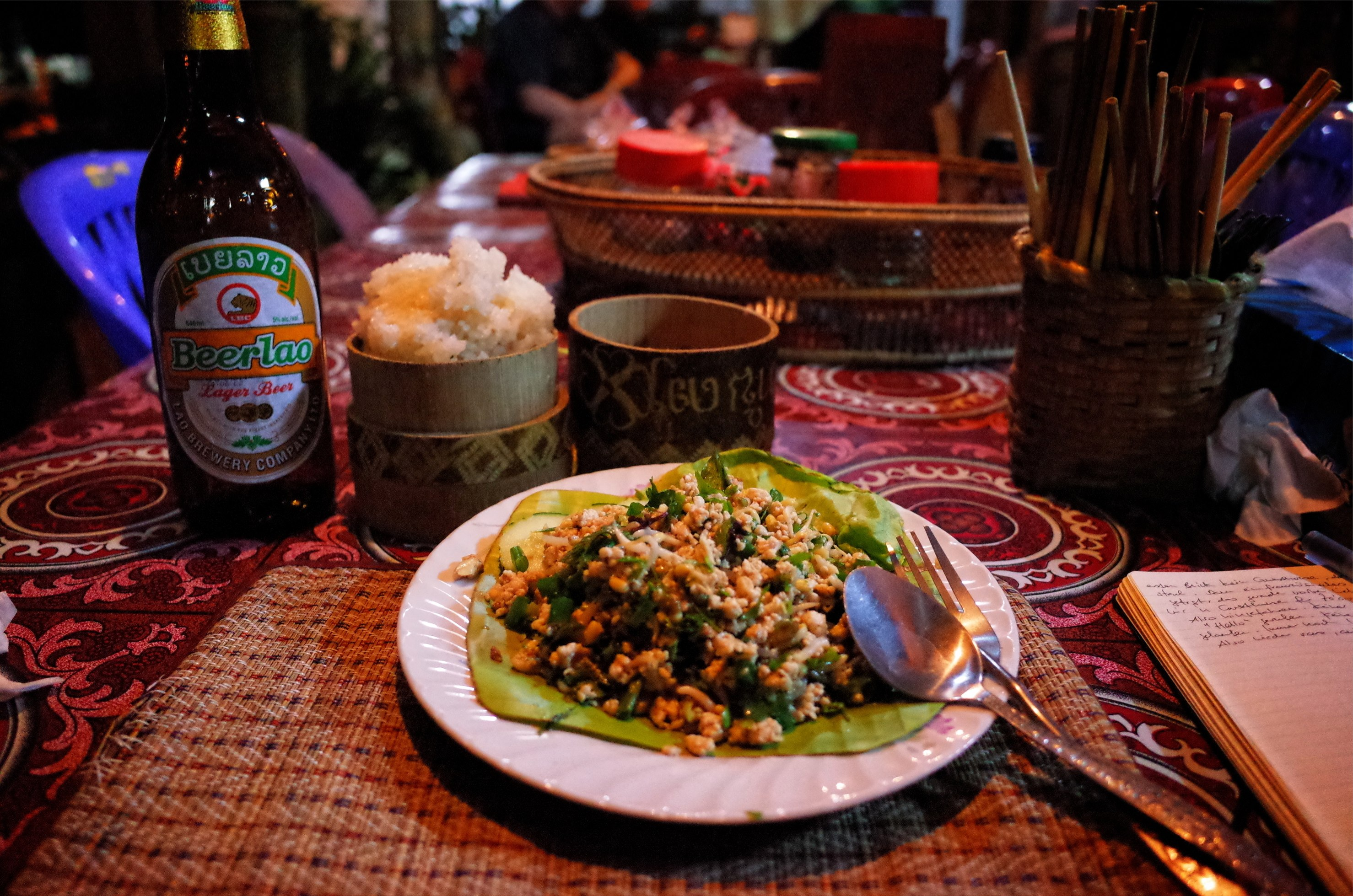
Larb w laotańskiej restauracji
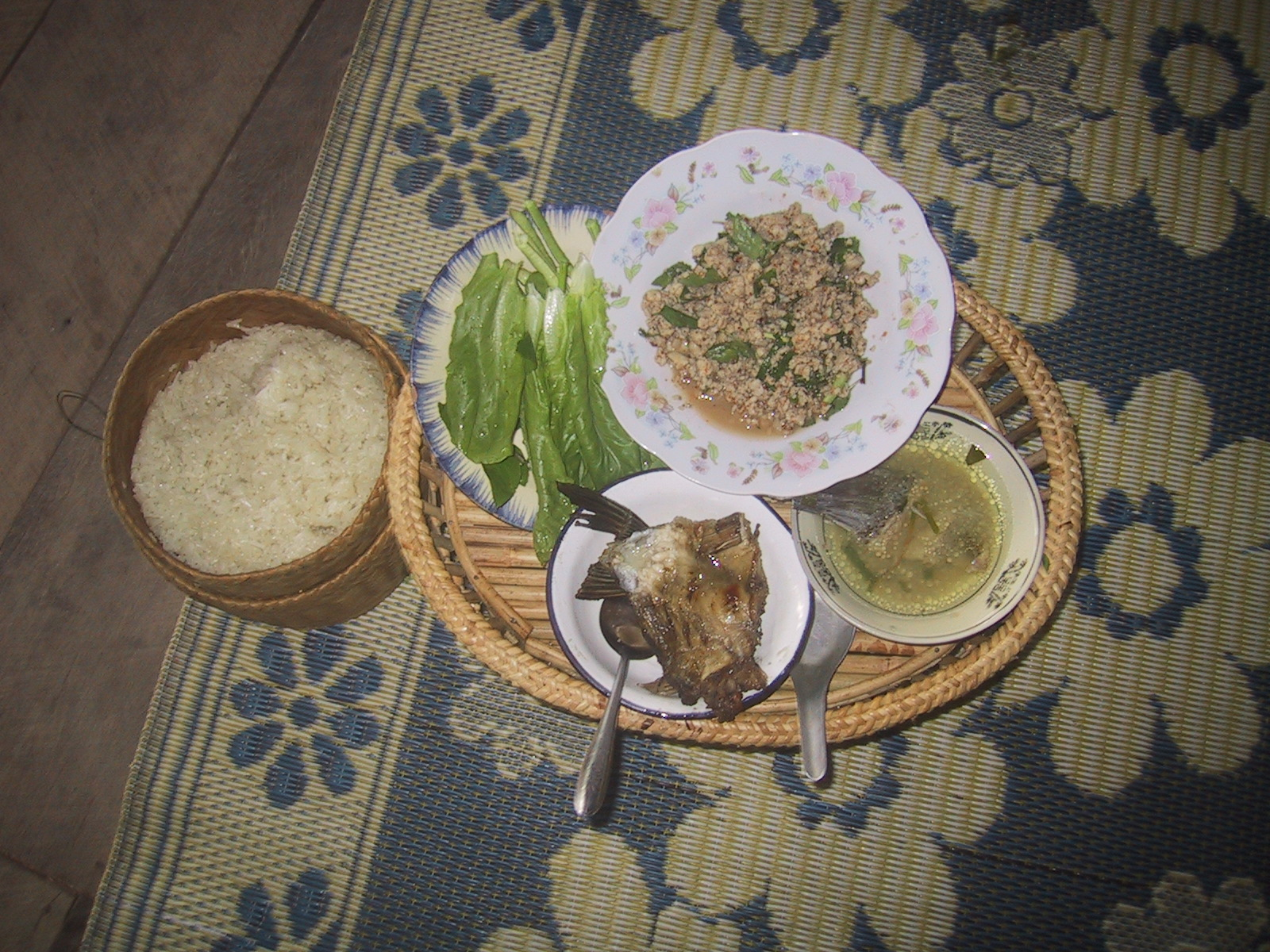
Larb, mięso i sałatki
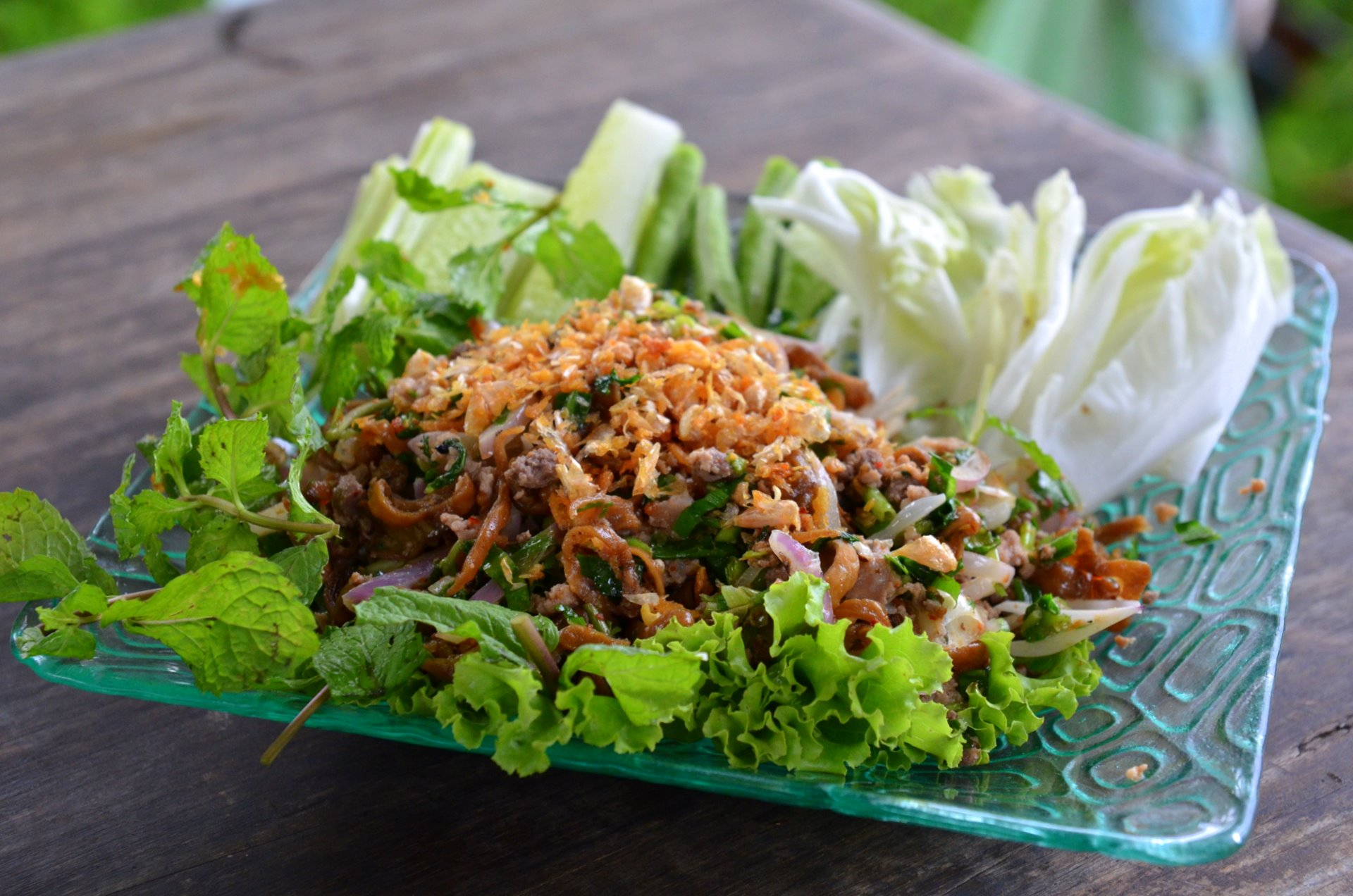
Lap w Tajlandii